# Karaburna, Hacıbektaş
Karaburna là một thị trấn thuộc huyện Hacıbektaş, tỉnh Nevşehir, Thổ Nhĩ Kỳ. Dân số thời điểm năm 2011 là 1.326 người.